# クインズベリー・ルール
クインズベリー・ルール（英: Marquess of Queensberry rules）とは、19世紀のイギリスではじめてボクシングの競技にグローブ着用などを義務づけた現在のボクシングの基礎となるルールである。

## 命名
1867年にはロンドン・アマチュア・アスレチック・クラブのジョン・グラハム・チェンバース（英語版）によってルールが定められ、ボクシングの愛好家であった第9代クインズベリー侯爵ジョン・ショルト・ダグラスが保証人となったことで成立したため、彼の名を冠して「クインズベリー・ルール」と名づけられた。

## 内容
- リング - 一辺が24フィート（7m32cm）の四角形
- 内容 - 「1ラウンドを3分」、「インターバル1分」、「5オンスグローブ着用」、「投げ技の禁止」、「10カウント以内に立ち上がれない場合はKO負け」
以上は「ロンドン・プライズリング・ルールズ」から変更点
- 反則 - ベルト以下への打撃の禁止、腰より下の抱込みの禁止、倒れた相手への攻撃禁止、蹴り技、頭突き、目玉えぐりの禁止

世界ヘビー級タイトルマッチでは1892年9月7日、ジョン・L・サリバン対ジェームス・J・コーベットからこのルールが適用された。